# PSMD13
PSMD13 (англ. Proteasome 26S subunit, non-ATPase 13) – білок, який кодується однойменним геном, розташованим у людей на короткому плечі 11-ї хромосоми. Довжина поліпептидного ланцюга білка становить 376 амінокислот, а молекулярна маса — 42 945.
| 10         |  | 20         |  | 30         |  | 40         |  | 50         |
| ---------- |  | ---------- |  | ---------- |  | ---------- |  | ---------- |
| MKDVPGFLQQ |  | SQNSGPGQPA |  | VWHRLEELYT |  | KKLWHQLTLQ |  | VLDFVQDPCF |
| AQGDGLIKLY |  | ENFISEFEHR |  | VNPLSLVEII |  | LHVVRQMTDP |  | NVALTFLEKT |
| REKVKSSDEA |  | VILCKTAIGA |  | LKLNIGDLQV |  | TKETIEDVEE |  | MLNNLPGVTS |
| VHSRFYDLSS |  | KYYQTIGNHA |  | SYYKDALRFL |  | GCVDIKDLPV |  | SEQQERAFTL |
| GLAGLLGEGV |  | FNFGELLMHP |  | VLESLRNTDR |  | QWLIDTLYAF |  | NSGNVERFQT |
| LKTAWGQQPD |  | LAANEAQLLR |  | KIQLLCLMEM |  | TFTRPANHRQ |  | LTFEEIAKSA |
| KITVNEVELL |  | VMKALSVGLV |  | KGSIDEVDKR |  | VHMTWVQPRV |  | LDLQQIKGMK |
| DRLEFWCTDV |  | KSMEMLVEHQ |  | AHDILT     |  |            |  |            |

A: Аланін

C: Цистеїн

D: Аспарагінова кислота

E: Глутамінова кислота

F: Фенілаланін

G: Гліцин

H: Гістидин

I: Ізолейцин

K: Лізин

L: Лейцин

M: Метіонін

N: Аспарагін

P: Пролін

Q: Глутамін

R: Аргінін

S: Серин

T: Треонін

V: Валін

W: Триптофан

Задіяний у таких біологічних процесах, як ацетилювання, альтернативний сплайсинг. 